# Cañada del Sauce
Cañada del Sauce o Villa Cañada del Sauce  es una localidad situada en el departamento Calamuchita, provincia de Córdoba, Argentina, organizada políticamente como Comuna.
Se encuentra situada en las Sierras Grandes, a 29 km al sudoeste de La Cruz y a 26 km al norte de Río de los Sauces, que son las poblaciones más cercanas en el mismo departamento. No obstante, se vincula principalmente con Berrotarán, un área urbana del departamento Río Cuarto ubicada en la llanura, a 32 km. El acceso se realiza por la ruta provincial E68, los primeros 12 km hasta el río de la Cruz, por camino pavimentado, y a partir de allí se asciende por camino consolidado los 20 km restantes.
La principal y casi única actividad económica es el turismo, debido a sus atractivos naturales como el paisaje serrano y las aguas limpias y cristalinas del río Quillinzo, con piletones para nadar y playas mansas.

## Geografía

### Población
Cuenta con 61 habitantes (Indec, 2010), lo que no representa cambio significativo frente a los 62 habitantes (Indec, 2001) del censo anterior.
Existe un número considerable de 125 viviendas, y en época estival, llega a alojar a unos 500 a 700 visitantes.
| Gráfica de evolución demográfica de Cañada del Sauce entre 1991 y 2010 |
|                                                                        |
| Fuente: Censos nacionales del INDEC                                    |

### Flora
La flora del lugar está compuesta de espinillos, molles, cocos, acacias y algunas coníferas.
La vegetación autóctona que prevalece en esta localidad serrana de la provincia de Córdoba es la siguiente: molles, talas, espinillos, algarrobos y chañar. Lamentablemente es difícil encontrar estas especies actualmente ya que muchas de ellas se encuentran en vías de extinción. Estas especies eran muy especiales, ya que contaban con una rusticidad adecuada al suelo tan duro de la región. Posteriormente, estos árboles fueron reemplazados por Pinos, Abedules, Cedros, Cipreses y Robles, especies introducidas de Europa. El otro árbol que se puede encontrar es el Olmo, el cual fue traído del Norte de Rusia. Así como también el caso del paraíso que fue traído de Asia.
Algunas de las flores silvestres que se pueden encontrar por estos alrededores son: Verbenas Blancas, Margaritas, Collae Argentina, Orquídea, Borraja del Campo, Petunia, Flor de Sapo, entre otras.

### Fauna
Entre las más representativas se encuentran, puma, vizcachas, zorros, comadrejas, liebres, iguanas, cuises, corzuela, picarí, la liebre y el cuis.
Por otro lado, existen diferentes especies de aves (de las 225 que existían, solo quedan 180), entre ellas: Horneros, la urraca Mirlo, Zorzal Negro, el cardenal Tordo, Chingolo Picabuey, Carancho, el ataja caminos, Benteveo, Carpinteros nuca roja, colibrí, Águila, Halcón, Chimango, Paloma, Reina Mora, lechuzas, Jote, Biguá, Gallitos de Agua, Perdices, entre otros.
En lo que se refiere a reptiles: ranas y sapos. En cuanto a los peces encontramos, Dientudo, Tararira, Mojarra, Bagre, Pejerrey, Carpa y las truchas tan codiciada por los pescadores.

### Sismicidad
La sismicidad de la región de Córdoba es frecuente y de intensidad baja, y un silencio sísmico de terremotos medios a graves cada 30 años en áreas aleatorias. Sus últimas expresiones se produjeron:
- 22 de septiembre de 1908 (116 años), a las 17.00 UTC-3, con 6,5 Richter, escala de Mercalli VII; ubicación 30°30′0″S 64°30′0″O / -30.50000, -64.50000; profundidad: 100 km; produjo daños en Deán Funes, Cruz del Eje y Soto, provincia de Córdoba, y en el sur de las provincias de Santiago del Estero, La Rioja y Catamarca[3]

- 16 de enero de 1947 (78 años), a las 2.37 UTC-3, con una magnitud aproximadamente de 5,5 en la escala de Richter (terremoto de Córdoba de 1947)[2]

- 28 de marzo de 1955 (70 años), a las 6.20 UTC-3 con 6,9 Richter: además de la gravedad física del fenómeno se unió el desconocimiento absoluto de la población a estos eventos recurrentes (terremoto de Villa Giardino de 1955)

- 7 de septiembre de 2004 (20 años), a las 8.53 UTC-3 con 4,1 Richter

- 25 de diciembre de 2009 (15 años), a las 21.42 UTC-3 con 4,0 Richter

## Turismo
- Rancho Paló: tapera que conserva sus paredes de adobe y que encierra cierta historia fantástica, está a 40 minutos de caminata.

- El Chorrito: a 90 minutos, es un salto de agua con una caída de 15 metros, formado por el arroyo La Saucería, que se encajona entre piedras y baja en cascada, formando tres profundas lagunas de agua muy fría porque no recibe la luz del sol. Caminando unos 25 minutos, se encuentran cuevas con pinturas rupestres. Y sobre el río Quillinzo, morteros fijos en las piedras, testimonio de la cultura comechingón. Los indígenas comechingones fueron habitantes de este lugar y se pueden aún observar sus pircas (muros de piedras) y "morteros" (en realidad huecos en las rocas que se llenaban con agua para transformarlos en especies de espejos nocturnos que servían para hacer cálculos astronómicos).

- La Pitonga: a 40 minutos, donde el río se encajona entre grandes piedras en un largo de aproximadamente 200 metros, con terrazas de arena que el agua ha delineado con su mano suave y cavilosa.